# Marknadsplatsen i Skibotn

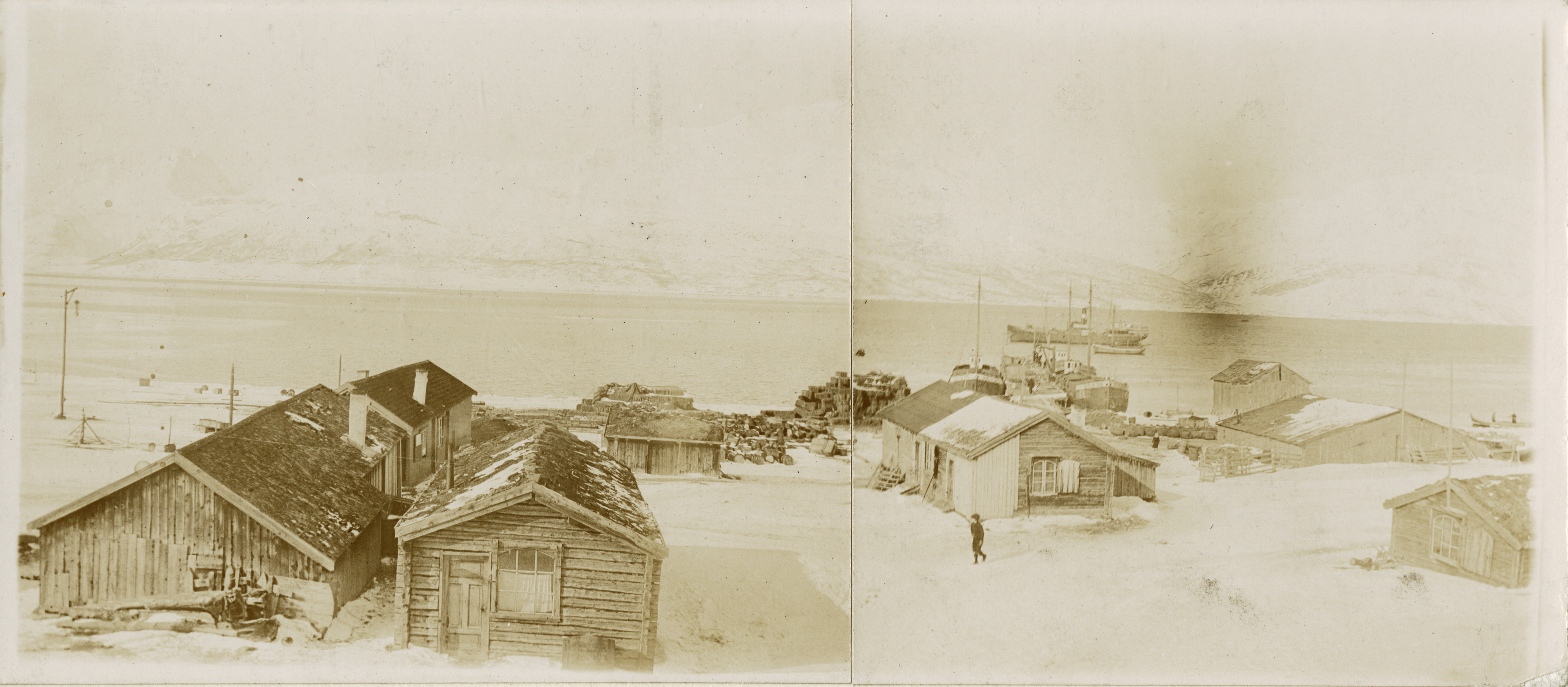
Marknadsplatsen på 1890-talet

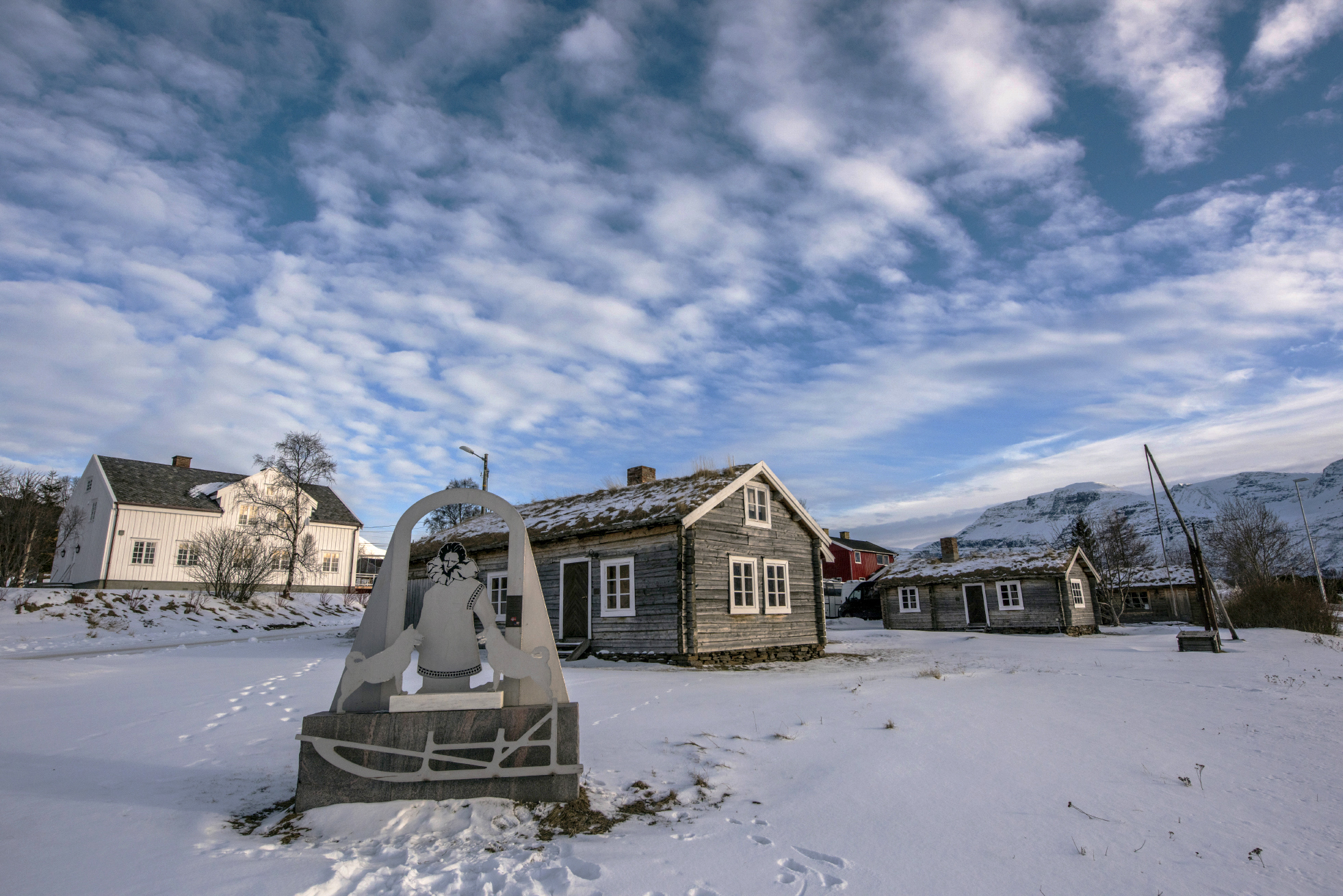
Marknadsplatsen med Rasch-gården

Marknadsplatsen i Skibotn är en norsk tidigare marknadsplats i Skibotn i Storfjords kommun i Nord-Troms.
Skibotn har varit handels- och mötesplats i flera hundra år. Handeln kan ha kommit igång på 1500-talet och hölls på samma ställe från 1800-talet och in på 1900-talet. Köpmän, inte bara från Norge, utan också från Sverige och Finland, kom dit med sina varor. 

## Historik
Under lång tid var det marknad i november och i slutet av januari. Som mest var det tre marknader om året: i november, januari och mars. Tidpunkterna hade sannolikt samband med slakt och med vinterföre. Viktiga varuslag var sej, mjöl, smör, kaffe, renkött och ripor. På höstmarknaden handlade fjällbönderna med fiskarbönderna och denna marknad kallades  "lappmarknaden". Marknaden i januari kallades "kvänmarknaden", och dit kom yrkeshandlare från Tornedalen. På marknaderna var det också underhållning och festligheter.
Efter 1900 minskade marknadshandeln. Den påverkades negativt av ångfartygsrutter, järnvägsutbyggnad och annat som effektiviserade handeln inom nationalstaterna, vilket gjorde att gränshandeln fick ökad konkurrens. Det fanns också en ovilja från staten mot gränshandel. Den sista marknaden hölls 1955.
Skibotnmarknaderna var också ingångsport för læstadianismen i Nord-Troms. Sockenprästen  Lars Levi Læstadius i Karesuando sände andliga vägledare till Skibotn från 1848. Detta ledde till en väckelserörelse där, som spred sig till andra delar av norra Norge. På 1890-talet uppföres bönehuset i Skibotn, som i etapper har byggts ut till en stor korskyrka.

## Marknadsplatsen idag

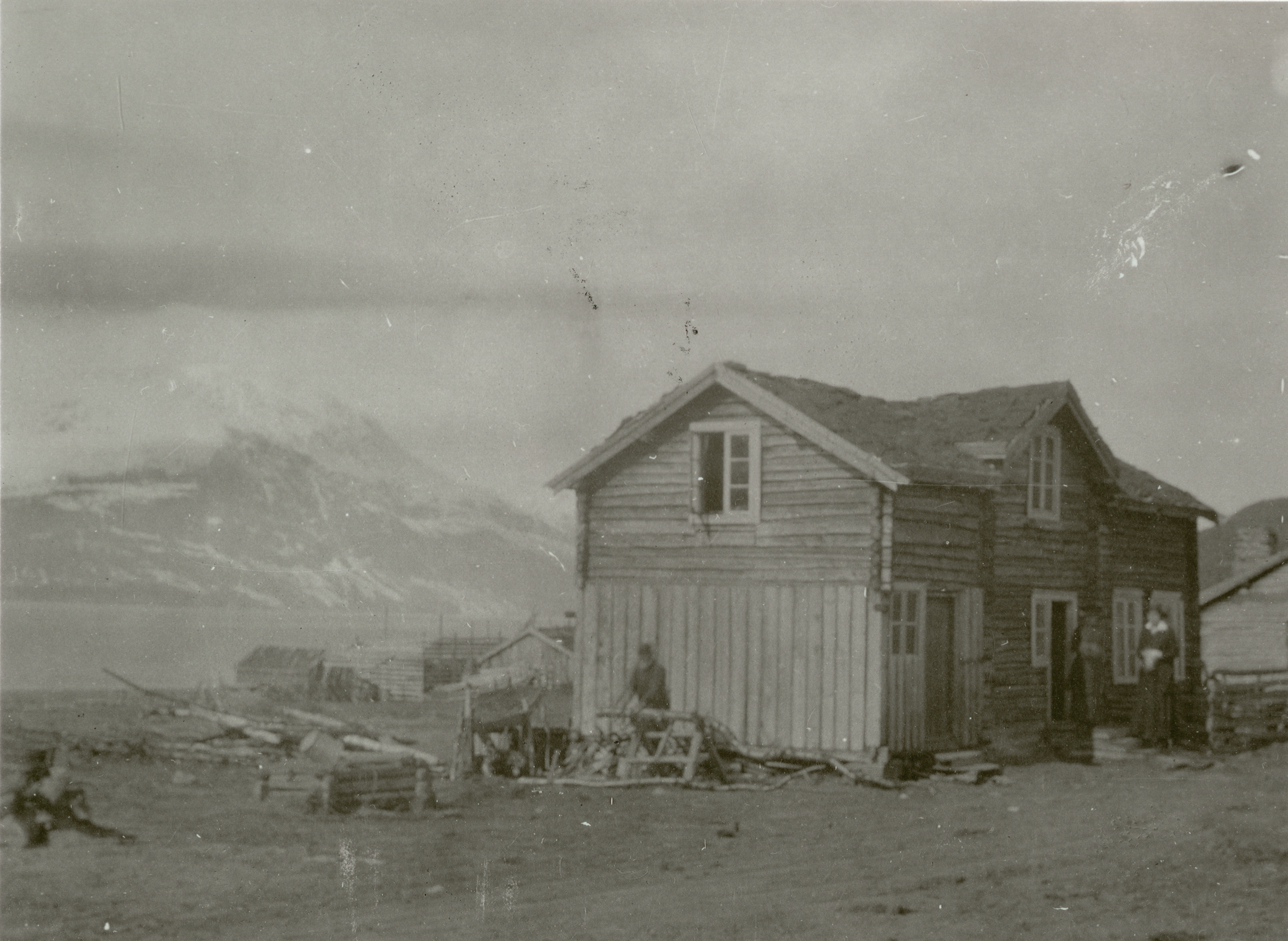
Ladugård/stall från 1800-talet

Kvar av den gamla bodbebyggelsen finns idag de två "Aunebodarne", som ägdes av den på 1860-talet grundade firman O.L. Aune i Tromsø och användes för försäljning av kött. Den nordligaste boden har en del i timmer med sovloft ovanpå och en i stolpkonstruktion som lagerrum. Den andra boden är mindre och yngre och byggd ungefär som ett korsvirkeshus med sågspån som väggfyllning. Den användes som packbod för lagring av kött.
Ett antal byggnader i Skibotn är kulturminnen sedan augusti 2008:
- Ladugård/stall från 1800-talet
- Båthus (Grapenaustet), från 1800-talet
- Posthuset från Nallevuoppi (Njállavuohppi), från 1867
- Rastebyhuset, från 1800-talet
- Två marknadsbodar på marknadsplatsen (Aunebodarna), från 1875-1900 respektive 1900–1925

Skibotns marknadsplats sköts idag av Nord-Troms Museum. På museiområdet har ett antal rekonstruktioner av marknadsbodar byggts upp.

## Bildgalleri
Amatörfotografen Joachim Andreas Vibe Kjærulf Fleischer (1861–1931) tog ett stort antal bilder under senare delen av 1910-talet: 

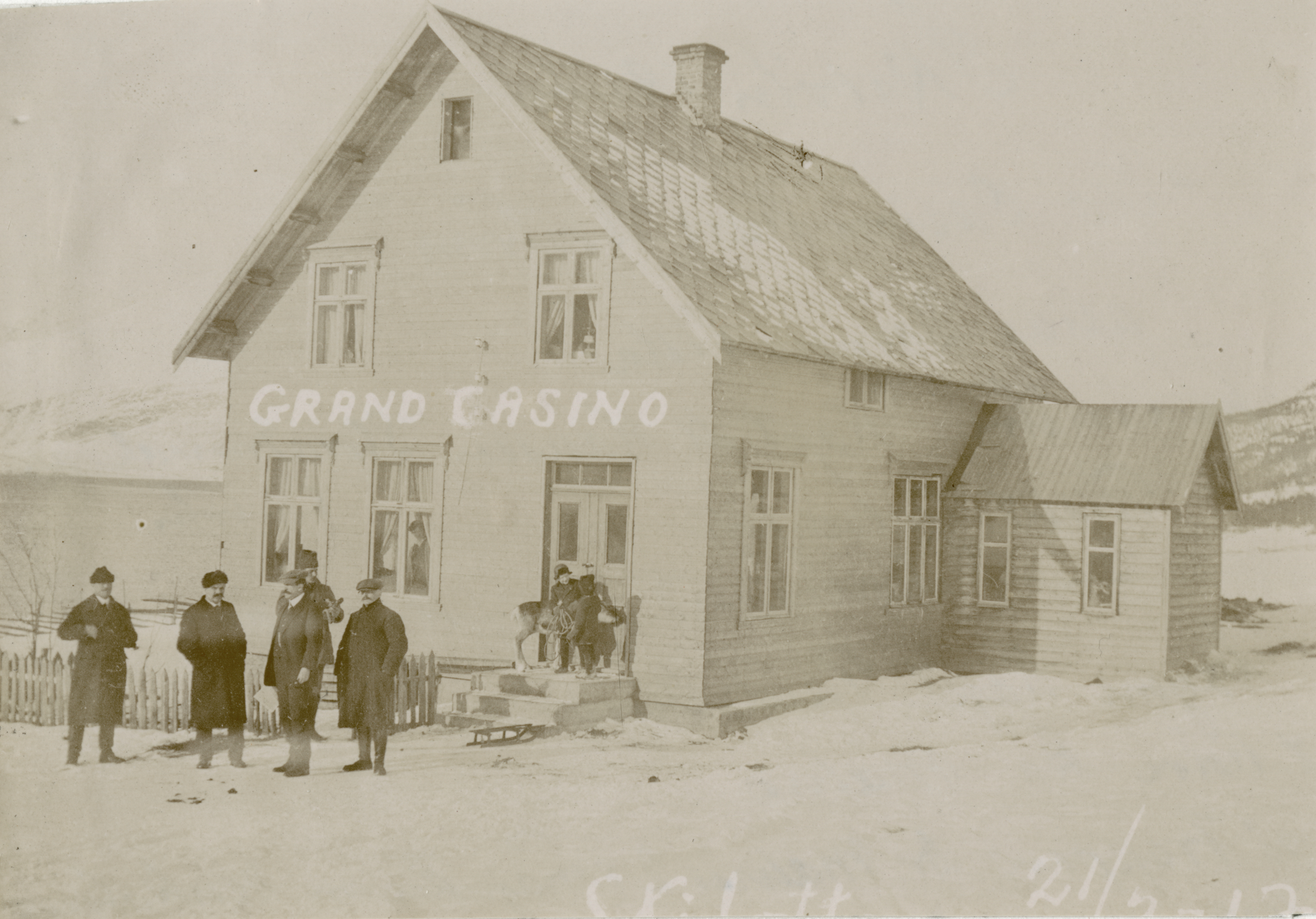
"Grand Casino"
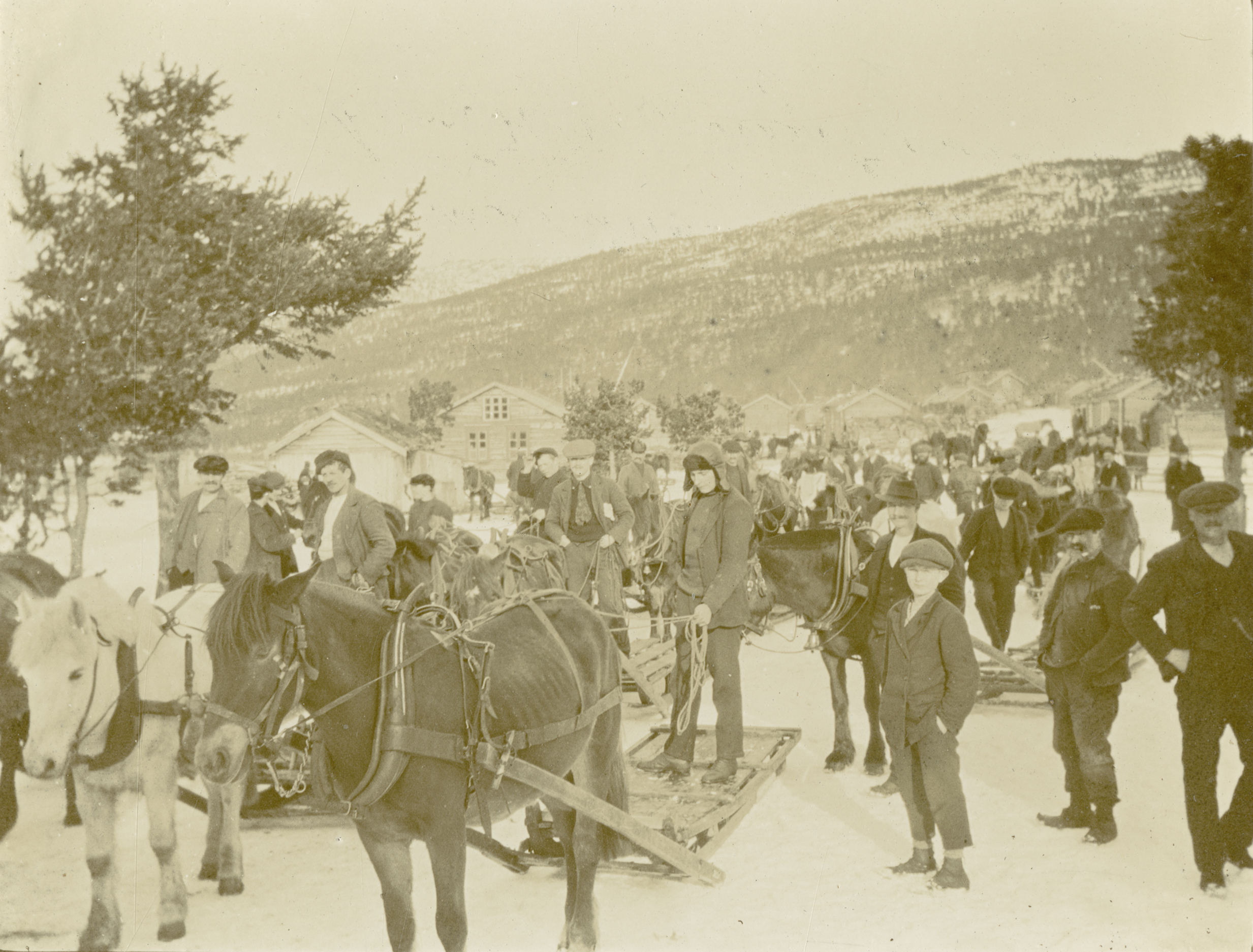
Marknadsfolk
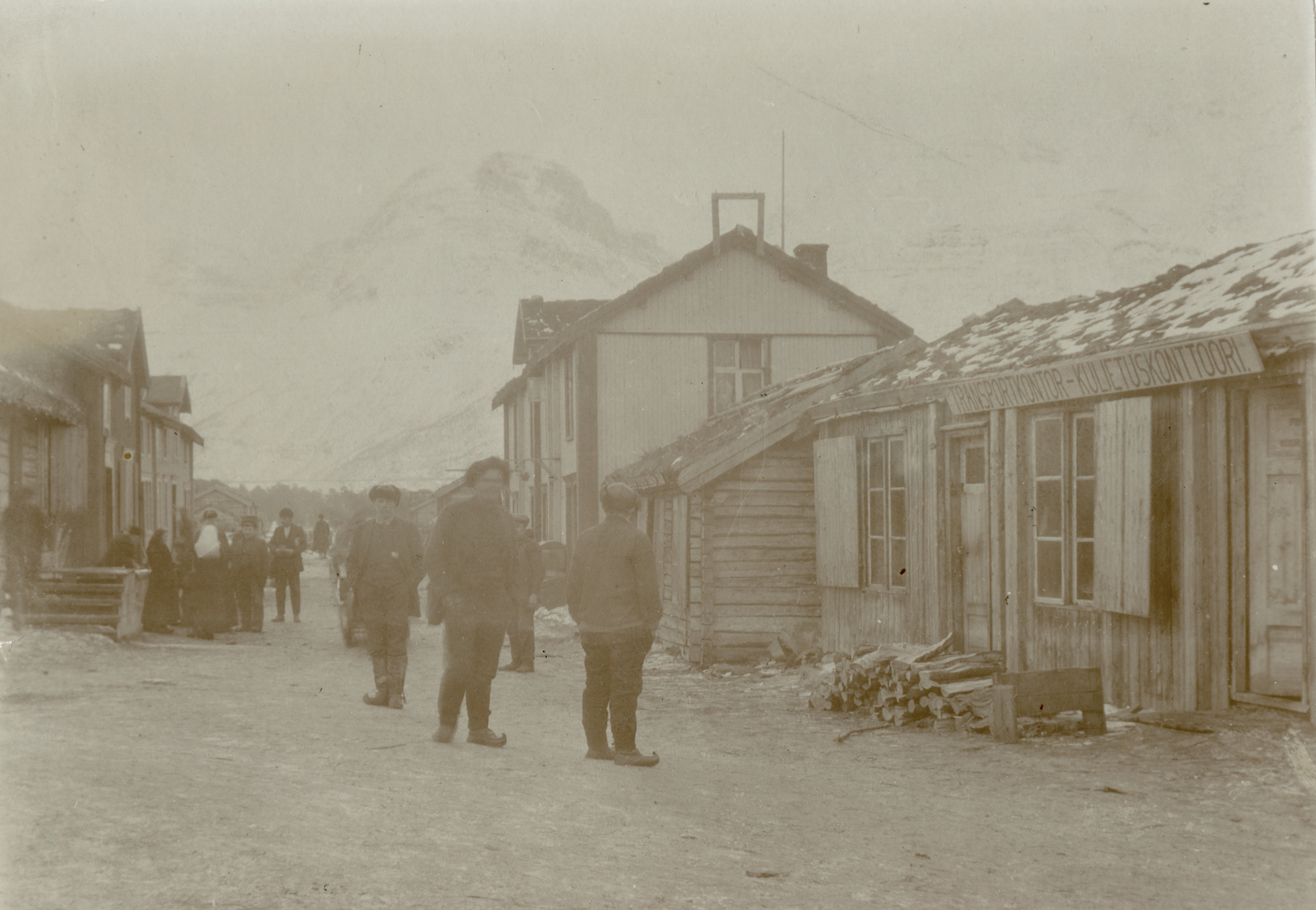
Markedsgate
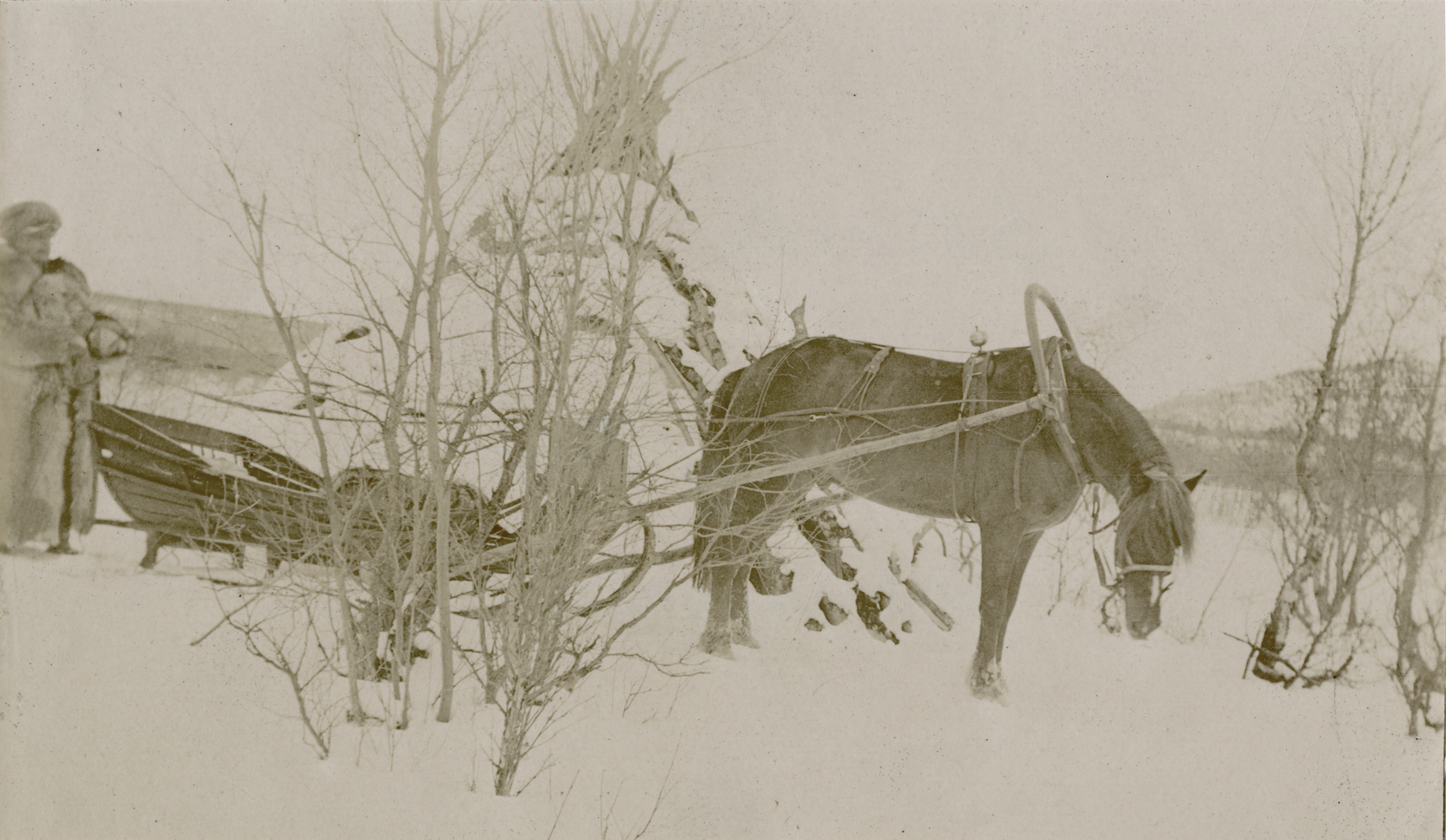
Häst och släde med kåta i bakgrunden
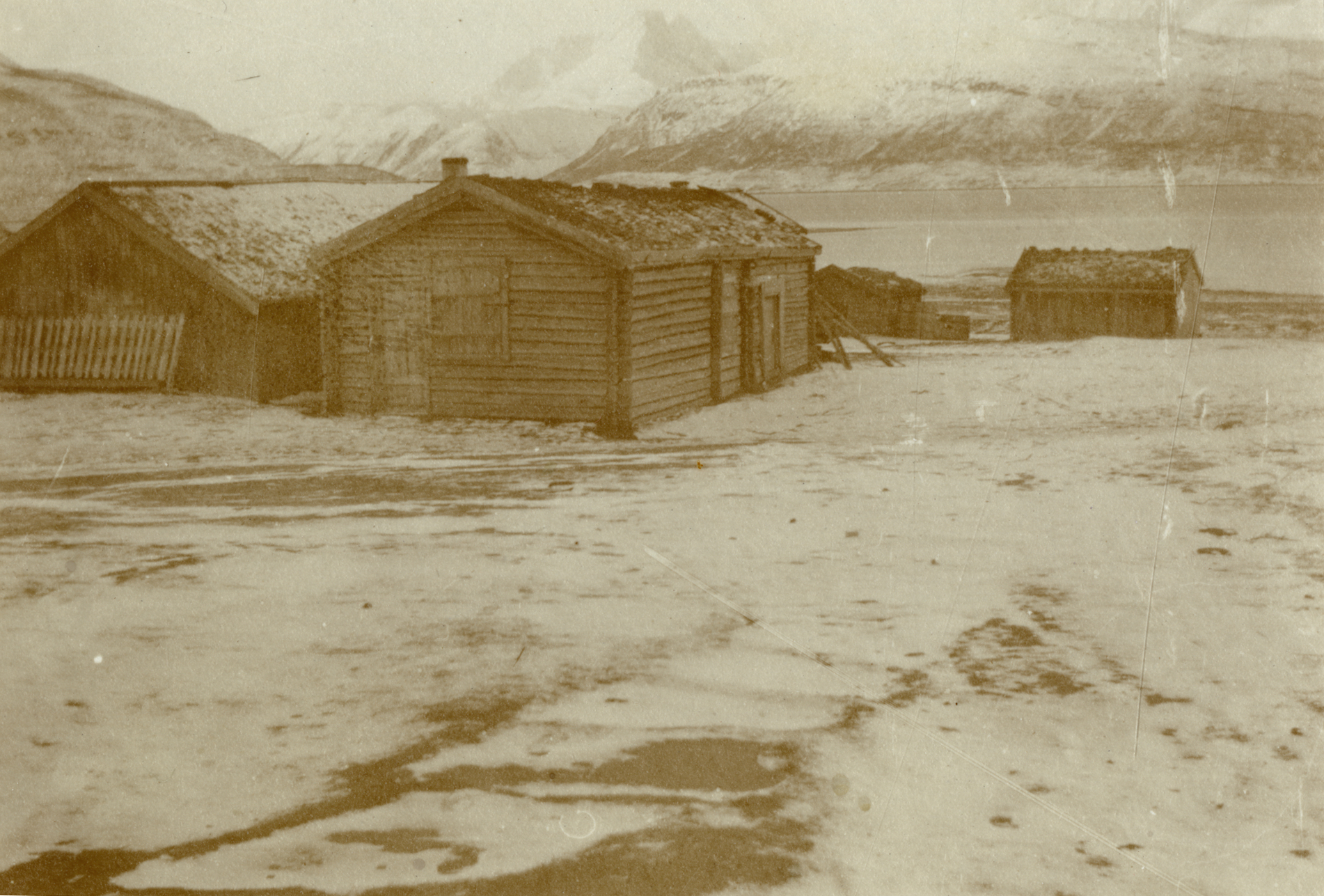
Marknadsbodar
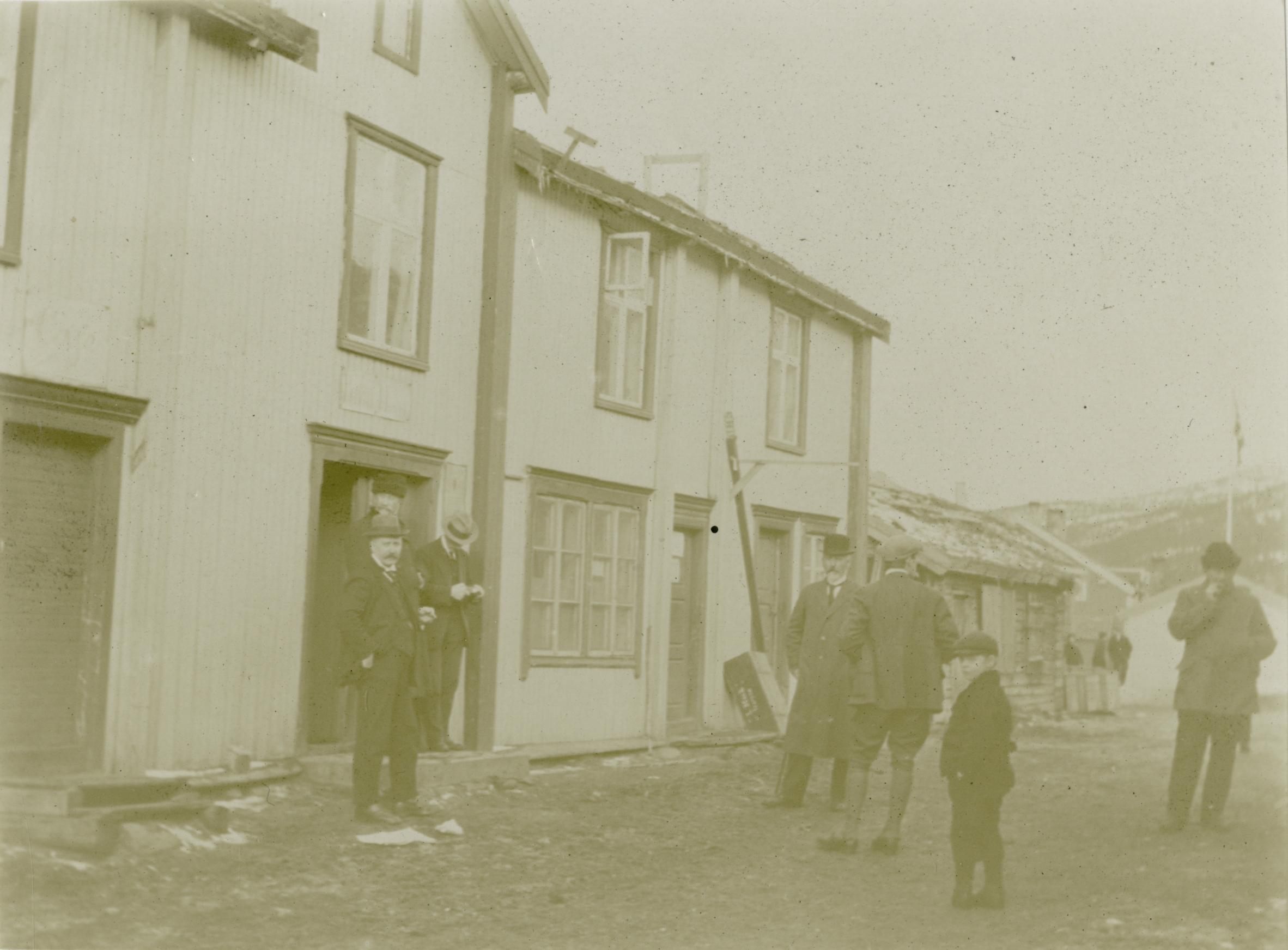
Hotellet vid Markedsgate